# Bos primigenius namadicus
El uro indio (Bos primigenius namadicus) es una subespecie extinta de mamífero artiodáctilo perteneciente a la especie Bos primigenius, una de las que componen el género Bos, de la subfamilia Bovinae.     
Era un bovino de gran tamaño, nativo del sur de Asia en lo que hoy es la India, el cual, por domesticación, dio origen a las razas cebuinas de ganado doméstico actual. El taxón silvestre, originado hace aproximadamente 2 millones de años, se extinguió hace varios miles de años. Desapareció paulatinamente, debido a la caza, y el retroceso de los bosques. 

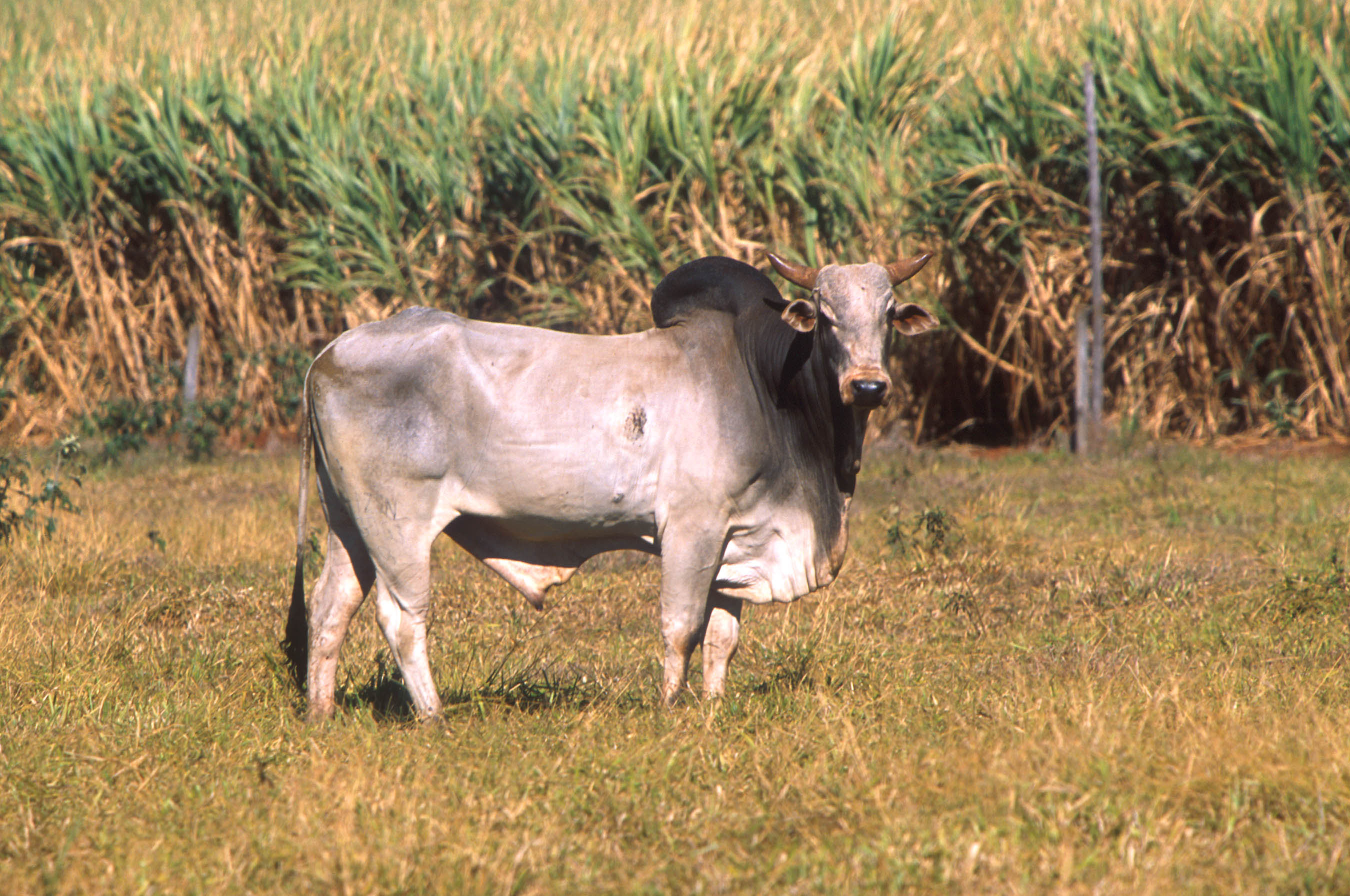
El cebú (Bos taurus indicus), es una subespecie doméstica de ganado bovino la cual desciende del uro indio.

## Generalidades
Tres subespecies silvestres se han reconocido para el uro. El uro indio habitaba lo que hoy es la India. Fue el primer taxón de la especie en aparecer, hace 2 millones de años. Algunos ejemplares silvestres fueron domesticados hace 9000 años, los cuales dieron como resultado el actual ganado cebú. El uro indio diverge genéticamente de los uros que habitaron en el Cercano Oriente hace unos 200 000 años. En Gujarat y en la zona del Ganges hubo uros indios salvajes —además de ganado cebú domesticado— hasta hace unos 4000-5000 años a. P., según se desprende de los restos fósiles que se han colectado. En Karnataka, al sur de la India, se han recuperado sus restos fechados en 4400 años a. P.
Desapareció paulatinamente, debido a la caza, y el retroceso de los bosques en que vivía, causado por los incendios y la tala de los mismos para destinarlos a la agricultura, y al pastoreo de ganado doméstico.
Posiblemente entre sus predadores se destacaban el león (Panthera leo), el tigre (Panthera tigris) y el lobo (Canis lupus). 